# Apanteles carposinae
Apanteles carposinae är en stekelart som beskrevs av Wilkinson 1938. Apanteles carposinae ingår i släktet Apanteles och familjen bracksteklar. Inga underarter finns listade i Catalogue of Life.